# Ärkeängeln Mikaels kyrka, Birsk
Ärkeängeln Mikaels kyrka, (ryska: Храм Архангела Михаила; translitteration: Hram Arhangela Mihaila) också benämnd som ''Birks hjärta'', (Сердцем Бирска/Serdcem Birska) är en rysk-ortodox kyrkobyggnad belägen i staden Birsk i delrepubliken Basjkirien, i den östliga europeiska delen av Ryssland.
Kyrkan är helgad åt ärkeängeln Mikael och tillhör Birsks stift.

## Historia
Ärkeängeln Mikaels kyrka i Birsk började att byggas år 1842, stod färdig 1845 och invigdes 1847. Från början var det tänkt att kyrkan skulle bli en katedral, men blev en församlingskyrka istället.
1937 revs klocktornet för att göra det lättare för lastbilar att dumpa spannmål där. 1945 lyckades en av kyrkans präster och några församlingsmedlemmar öppna den igen. Innan byggnaden skulle återinvigas igen var den i ett mycket dåligt skick, där bland annat taket läckte, fönsterrutor var krossade och golvet var ruttet.
2002 genomgick kyrkan större restaureringar.

## Övrigt
I början av 1950-talet tjänstgjorde även Rysk-ortodoxa kyrkans patriark, Kirill av Moskvas farfar, Vasilij Stepanovitj Gundyaev som präst där.

## Bilder

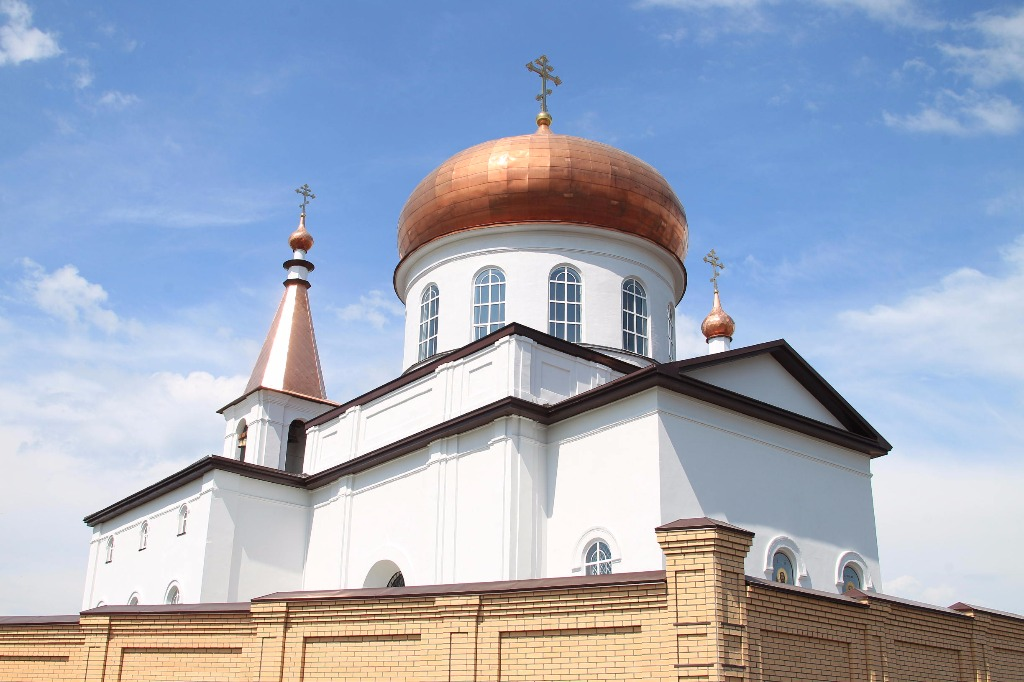
Kyrkans baksida.
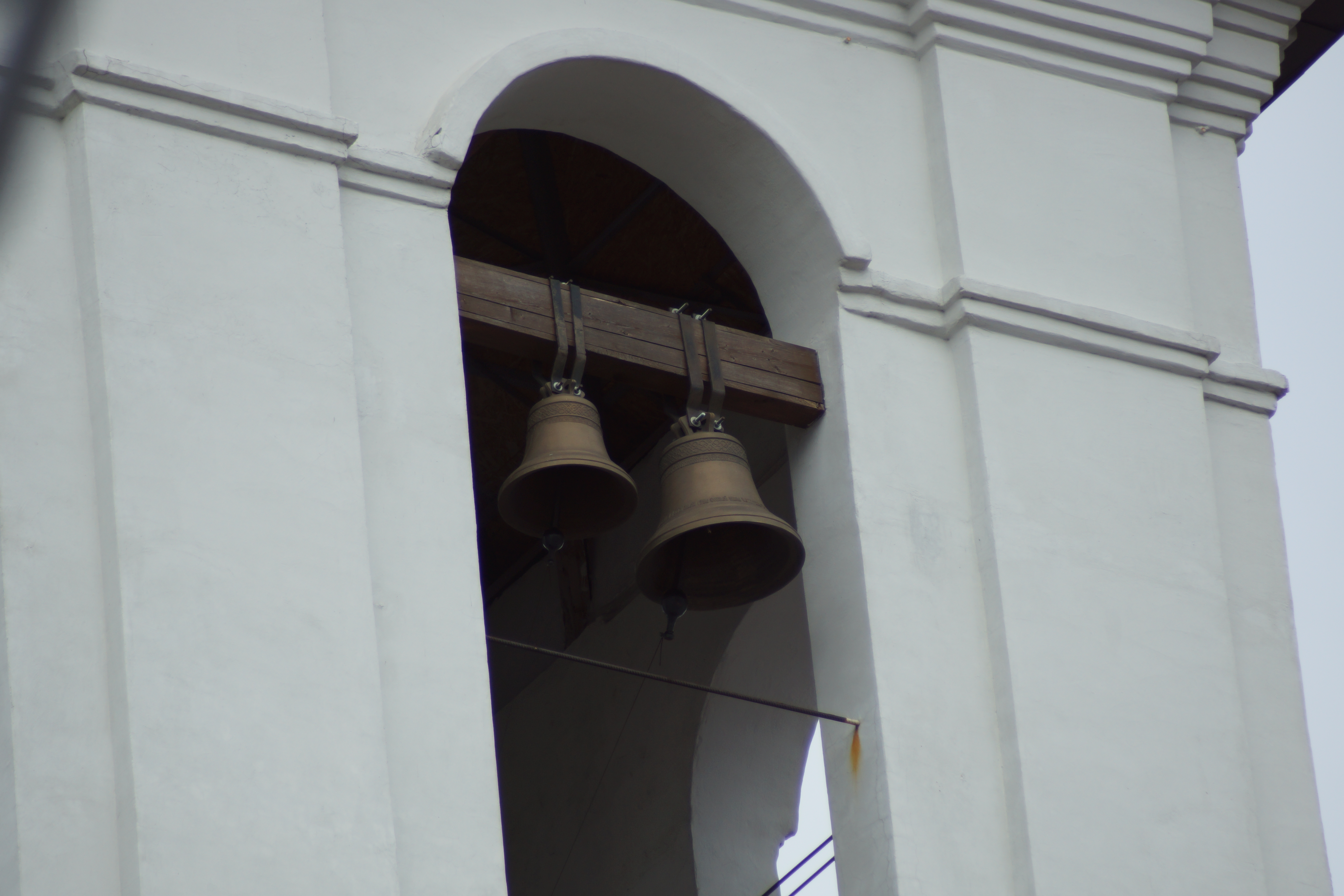
Två av kyrkans klockor.